# فهرست انستیتوهای فیلم
فهرست انستیتوهای فیلم (انگلیسی: List of film institutes) در فهرست ذیل تعداد قابل توجهی از انستیتوها، شامل انستیتوهای ملی فیلم و تشکیلات مستقل و غیرانتفاعی، که به آموزش رشته فیلم توجه خاص کرده‌اند، ذکر گردیده‌است. جهت ایجاد این فهرست، از انستیتوهایی که در ویکی‌پدیا دارای مقاله نیستند، ذکری به میان نیامده است.
- انستیتوی فیلم آمریکا
- انستیتوی فیلم آسیا پاسیفیک
- آکادمی آسیایی فیلم و تلویزیون
- مؤسسه فیلم استرالیا
- انستیتوی فیلم بریتانیا
- انستیتوی فیلم کانادا
- انستیتوی فیلم دانمارک
- مؤسسه فیلم دوحه
- انستیتوی فیلم و تلویزیون هند
- بنیاد فیلم فنلاند
- انستیتوی فیلم آلمان
- انستیتوی ملی علوم و هنرهای تجسمی کی. آر. نارایانان
- موولفاند (Mowelfund)
- مؤسسه فیلم نروژ
- انستیتوی فیلم و تلویزیون ساتیاجیت رای
- مؤسسه ساندنس
- انستیتوی فیلم سوئد
- انستیتوی فیلم دانشگاه فیلیپین